# Markku Alén
Markku Alén (Helsinki, 1951. február 15. –) finn raliversenyző, egyszeres rali-világbajnok. Fia, Anton Alén szintén sikeres autóversenyző.

## Pályafutása

### Kezdetek
Alén érdeklődése az autóversenyzés iránt az apjától származott, aki finn bajnok volt jégversenyzésben. 1969-ben kezdte rali karrierjét, egy Renault 8 Gordinit vezetett. Az első raliján, a finnországi 1000 Lakes Ralin a 9. helyen ért célba. Miután összeismerkedett egy finn Volvo importőrrel, sikerült elindulnia egy Volvo 142-essel az 1000 Lakes ralin, ahol harmadik lett 1971-ben és 1972-ben is. 1973-ban debütált a Rali Világbajnokságon, az 1000 Lakes ralin, ahol a második helyet szerezte meg Timo Mäkinen mögött.

### Fiat (1974–81)

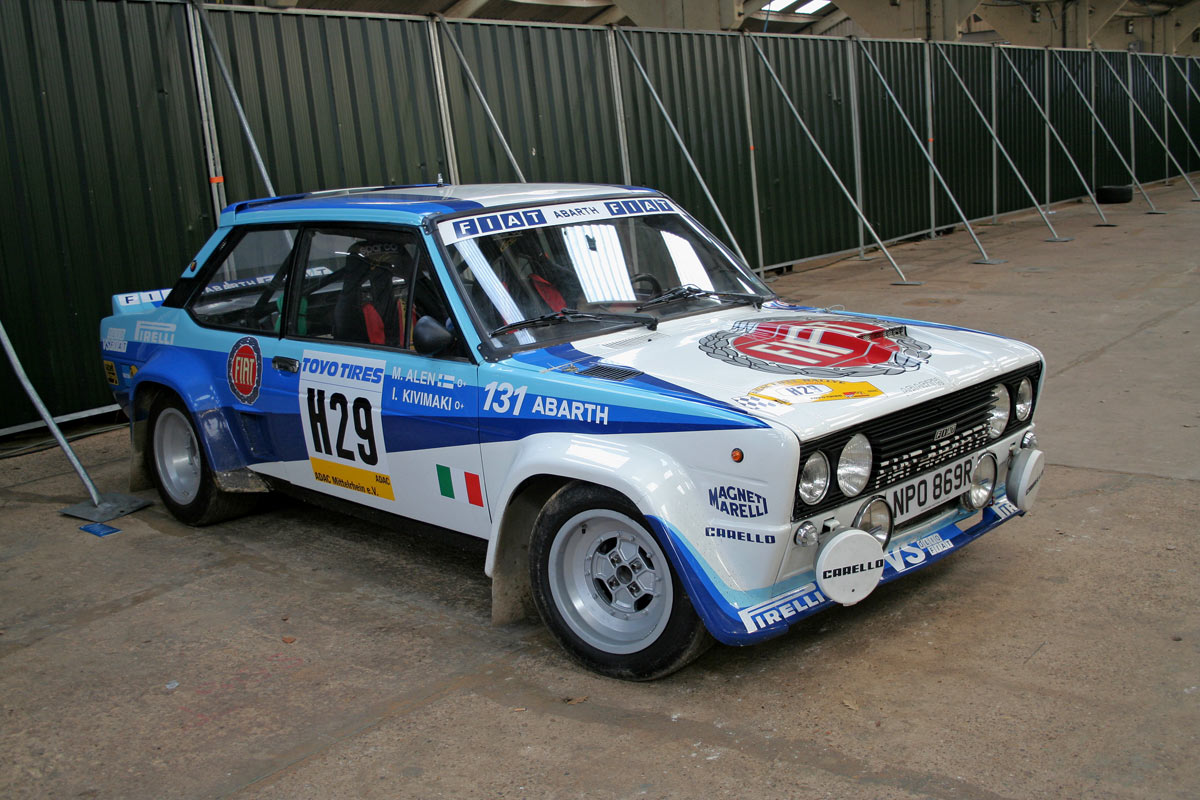
Alén Fiat 131 Abarth-ja.

Markku Alén eredményei felkeltették a Ford és a Fiat figyelmét is.
A Ford Escort RS1600-zal az 1973 RAC Ralin egy ideig a 3. helyen állt, majd borult egyet, és visszacsúszott a 178. helyre.
Kötött egy nagyon jó megállapodást a Fiattal. Alén lett az egyik legismertebb rali sofőr, ezért személyi edzésprogrammal is rendelkezett.
1974-ben és 1975-ben Alén egy Fiat 124 Abarth Rallye-t vezetett. Több értékes helyezést tudhatott magának a dobogón, majd az 1975-ös Portugál ralin nyert. Azután 1978-ban Alen két győzelmet és öt egymást követő dobogós helyezést könyvelhetett el. A San Remo-ralin ralin debütált az Alitalia Lancia Stratos HF, és megnyerte a harmadik ralit az évben. Ez a teljesítmény meghozta neki a FIA trófeát a sofőrök címében, és sikerült legyőznie Jean Pierre Nicolast és Hannu Mikkolát, továbbá hozzásegítette a Fiatot második gyártói címéhez.

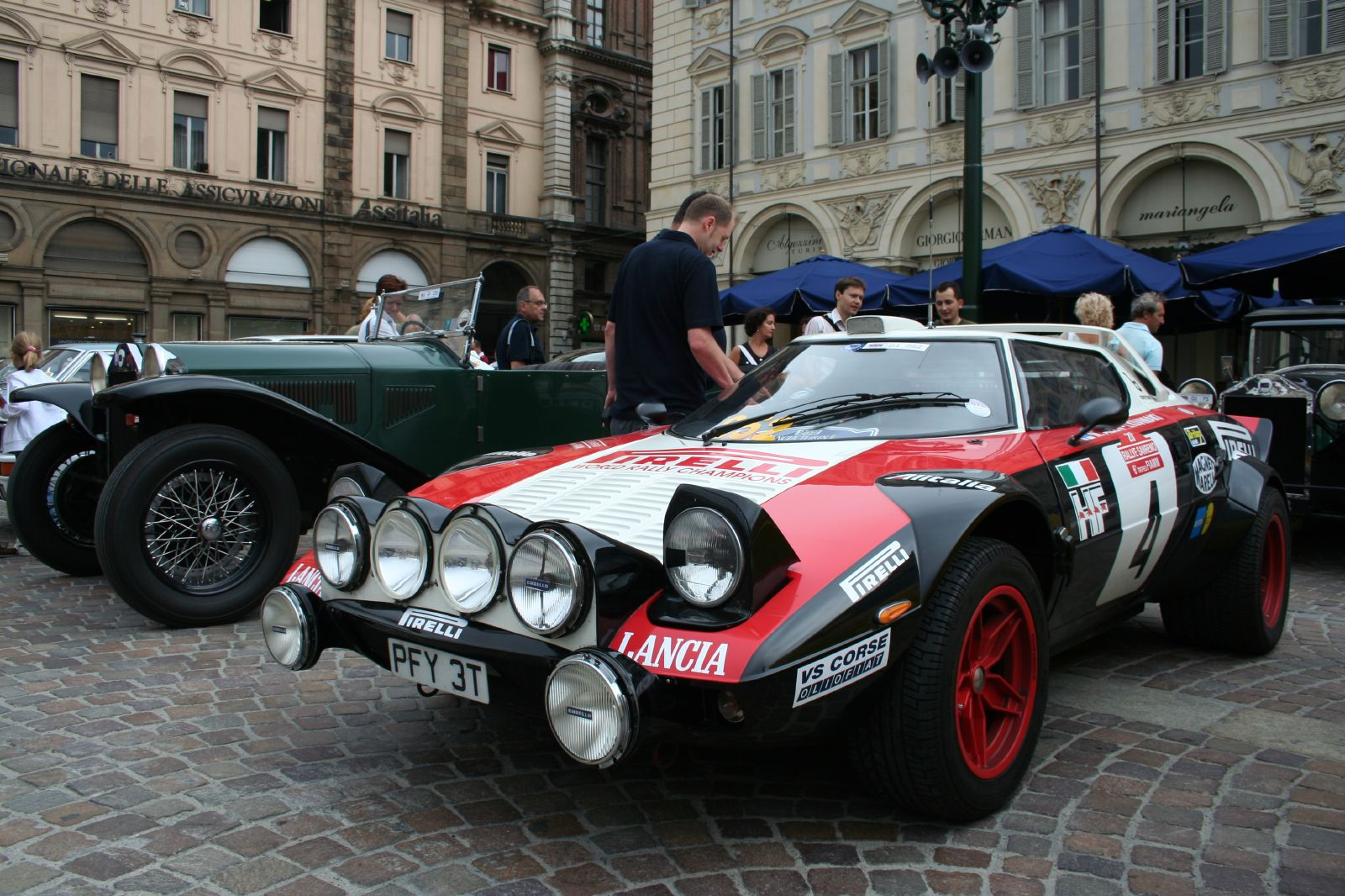
Alén az 1978-as San Remo-ralin, ahol nyert a Lancia Stratos HF-fel

### Lancia (1982–89)
A Fiat kilépése után Alén a Lanciához szerződött. 1982-ben létrehozták a B csoportot, és Alén az első B csoportos autót vezethette, a Lancia 037-et, amely egy olyan középmotoros, hátsókerék hajtású autó volt, amihez külön vezetési technika kellett, mivel az autó nagyon lapos volt, alul volt a súlypontja, és ez jól jött a nagy ugratókon. Volt, hogy le kellett vágni a pilóták sisakjából, hogy elférjenek az autóban. 1983-ban Alént sok győzelemhez segítette a Lancia 037. Valóban Alén volt az, aki felelős volt az autó végső győzelméért, 1984-ben a Korzika ralin. 1985-ben az Audi visszafoglalta az érdemjelei közül mindkettőt. Alén épphogy elvesztette az 1986-os világbajnokságot, a rivális sofőr, Juha Kankkunen győzött. Később ebben az évben Alén csak a San Remo-ralin győzött, ott is azért mert Juha Kankkunen Peugeot csapatát kizárták a szervezők egy kérdéses szabálytalanság miatt. A Peugeot fellebbezett a kizárás ellen a FISA-nál, amely végül megsemmisítette a San Remo-rali eredményeit, ezért Aléntől elvették, a világbajnoki címet, mindössze 11 napig érezhette magát világbajnoknak. Alén 1986 végén a B csoport eltörlése után maradt a Lanciánál, és sikeresen alkalmazkodott az A csoporthoz. 1987-ben nyert három versenyt a Lancia Delta HF 4WDben, de mégis elvesztette az esélyét, hogy megszerezze a vb második helyét, miután – fényképezőgépek kereszttüzében – összetörte az autóját az 1987-es RAC Ralin.

### Karrierje vége
Alén átigazolt a fejlődő Prodrive-hoz egy Subaru-ba, a Subaru World Rally Team-hez. Az ő eredményei is segítettek a Subaru Legacy korai sikerét. Az 1000 tó ralin 4. lett, majd egy 3. és két 4. helyet szerzett a következő évben.
1992-ben átigazolt a Toyota csapathoz, és Carlos Sainzzal együtt segítették a Toyota istállót. 1993-ban Alénnek nem volt teljes munkaidős állása egyik csapatnál sem, de vezetett a Toyotánál és Subarunál is. A Toyotával második lett a Safari ralin, a Subaruval pedig negyedik a Portugál ralin.
A másik veteránnal, Ari Vatanennel együtt vezetett egy Subaru Imprezát az 1000 tó ralin. Alén még az első szakaszon összetörte a kocsiját, és ez az esemény rali karrierje végét jelentette.
Ötvenedik születésnapjának megünneplésére 2001-ben egy Ford Focus WRC-vel elindult a Neste Rali Finlandon, amit az elismerésre méltó 16. helyen fejezett be.

## Teljes rali-világbajnoki eredménylistája
| Szezon | Csapat                        | Autó                    | 1       | 2       | 3       | 4       | 5       | 6       | 7       | 8       | 9       | 10      | 11      | 12      | 13    | 14      | 15 | 16 | Helyezés | Pont |
| ------ | ----------------------------- | ----------------------- | ------- | ------- | ------- | ------- | ------- | ------- | ------- | ------- | ------- | ------- | ------- | ------- | ----- | ------- | -- | -- | -------- | ---- |
| 1973   | Volvo                         | Volvo 142               | MON     | SWE     | POR     | KEN     | MOR     | GRE     | POL     | FIN 2   | AUT     | ITA     | USA     |         | FRA   |         |    |    | -        | -    |
| 1973   | Motorcraft                    | Ford Escort RS1600      |         |         |         |         |         |         |         |         |         |         |         | GBR 3   |       |         |    |    | -        | -    |
| 1974   | Fiat                          | Fiat Abarth 124 Rallye  | POR 3   | KEN     | FIN 3   | ITA Ret | CAN Ret | USA 2   | GBR Ret | FRA Ret |         |         |         |         |       |         |    |    | -        | -    |
| 1975   | Fiat                          | Fiat Abarth 124 Rallye  | MON 3   | SWE 6   | KEN     | GRE     | MOR     | POR 1   |         | ITA Ret | FRA     | GBR Ret |         |         |       |         |    |    | -        | -    |
| 1975   | Datsun                        | Datsun 160J             |         |         |         |         |         |         | FIN Ret |         |         |         |         |         |       |         |    |    | -        | -    |
| 1976   | Fiat                          | Fiat Abarth 124 Rallye  | MON 6   | SWE     | POR     | KEN     | GRE     |         |         |         |         |         |         |         |       |         |    |    | -        | -    |
| 1976   | Fiat                          | Fiat 131 Abarth         |         |         |         |         |         | MOR 12  | FIN 1   | ITA Ret | FRA     | GBR Ret |         |         |       |         |    |    | -        | -    |
| 1977   | Fiat                          | Fiat 131 Abarth         | MON 54  | SWE Ret | POR 1   | KEN     | NZL 3   | GRE Ret | FIN Ret | CAN Ret | ITA     | FRA     | GBR Ret |         |       |         |    |    | -        | -    |
| 1978   | Fiat                          | Fiat Abarth 131         | MON     | SWE 3   | Safari  | POR 1   | GRE 2   | FIN 1   | CAN 2   |         | CIV     | FRA     | GBR Ret |         |       |         |    |    | -        | -    |
| 1978   | Fiat                          | Lancia Stratos HF       |         |         |         |         |         |         |         | ITA 1   |         |         |         |         |       |         |    |    | -        | -    |
| 1979   | Alitalia Fiat                 | Fiat 131 Abarth         | MON 3   | SWE 4   | POR     | KEN 3   | GRE     | NZL     | FIN 1   | CAN     | ITA 6   | FRA     | GBR 5   | CIV     |       |         |    |    | 3        | 68   |
| 1980   | Fiat Italia                   | Fiat 131 Abarth         | MON Ret | SWE     | POR 2   | KEN     | GRE 3   | ARG Ret | FIN 1   | NZL     | ITA Ret | FRA     | GBR     | CIV     |       |         |    |    | 6        | 47   |
| 1981   | Fiat Auto Torino              | Fiat 131 Abarth         | MON 7   | SWE     | POR 1   | KEN     | FRA     | GRE 2   | ARG     | BRA     | FIN 2   | ITA 9   | CIV     | GBR Ret |       |         |    |    | 4        | 56   |
| 1982   | Martini Racing                | Lancia Rally 037        | MON     | SWE     | POR     | KEN     | FRA 9   | GRE Ret | NZL     | BRA     | FIN Ret | ITA Ret | CIV     | GBR 4   |       |         |    |    | 21       | 12   |
| 1983   | Martini Racing                | Lancia Rally 037        | MON 2   | SWE     | POR 4   | KEN     | FRA 1   | GRE 2   | NZL     | ARG 5   | FIN 3   | ITA 1   | CIV     | GBR     |       |         |    |    | 3        | 100  |
| 1984   | Martini Racing                | Lancia Rally 037        | MON 8   | SWE     | POR 2   | KEN 4   | FRA 1   | GRE 3   | NZL 2   | ARG     | FIN 2   | ITA Ret | CIV     | GBR     |       |         |    |    | 3        | 90   |
| 1985   | Lancia Martini                | Lancia Rally 037        | MON     | SWE     | POR     | KEN Ret | FRA Ret | GRE     | NZL     | ARG     | FIN 3   | ITA 4   | CIV     |         |       |         |    |    | 5        | 37   |
| 1985   | Lancia Martini                | Lancia Delta S4         |         |         |         |         |         |         |         |         |         |         |         | GBR 2   |       |         |    |    | 5        | 37   |
| 1986   | Martini Lancia                | Lancia Delta S4         | MON Ret | SWE 2   | POR Ret |         | FRA Ret | GRE Ret | NZL 2   | ARG 2   | FIN 3   | CIV     | ITA 1   | GBR 2   | USA 1 |         |    |    | 2        | 104  |
| 1986   | Martini Lancia                | Lancia Rally 037        |         |         |         | KEN 3   |         |         |         |         |         |         |         |         |       |         |    |    | 2        | 104  |
| 1987   | Martini Lancia                | Lancia Delta HF 4WD     | MON     | SWE 5   | POR 1   | KEN     | FRA     | GRE 1   | USA 3   | NZL     | ARG     | FIN 1   | CIV     | ITA Ret | GBR 5 |         |    |    | 3        | 88   |
| 1988   | Martini Lancia                | Lancia Delta HF 4WD     | MON     | SWE 1   |         |         |         |         |         |         |         |         |         |         |       |         |    |    | 2        | 86   |
| 1988   | Martini Lancia                | Lancia Delta Integrale  |         |         | POR 6   | KEN     | FRA     | GRE 4   | USA     | NZL     | ARG     | FIN 1   | CIV     | ITA 4   | GBR 1 |         |    |    | 2        | 86   |
| 1989   | Martini Lancia                | Lancia Delta Integrale  | SWE     | MON     | POR 2   | KEN     | FRA     | GRE     | NZL     | ARG     | FIN Ret | AUS 3   | ITA     | CIV     | GBR   |         |    |    | 9        | 27   |
| 1990   | Subaru Technica International | Subaru Legacy RS        | MON     | POR     | KEN Ret | FRA     | GRE Ret | NZL     | ARG     | FIN 4   | AUS     | ITA Ret | CIV     | GBR Ret |       |         |    |    | 20=      | 10   |
| 1991   | Subaru Rally Team Europe      | Subaru Legacy RS        | MON     | SWE 3   | POR 5   | KEN     | FRA     | GRE Ret | NZL 4   | ARG     | FIN Ret | AUS 4   | ITA     | CIV     | ESP   | GBR Ret |    |    | 8        | 40   |
| 1992   | Toyota Team Europe            | Toyota Celica Turbo 4WD | MON Ret |         | POR 4   |         | FRA     | GRE Ret | NZL     | ARG     | FIN 3   | AUS     | ITA     | CIV     | ESP   | GBR 4   |    |    | 5        | 50   |
| 1992   | Toyota Team Sweden            | Toyota Celica GT-Four   |         | SWE 4   |         |         |         |         |         |         |         |         |         |         |       |         |    |    | 5        | 50   |
| 1992   | Toyota Team Kenya             | Toyota Celica Turbo 4WD |         |         |         | KEN 5   |         |         |         |         |         |         |         |         |       |         |    |    | 5        | 50   |
| 1993   | 555 Subaru World Rally Team   | Subaru Legacy RS        | MON     | SWE     | POR 4   |         | FRA     | GRE     | ARG     | NZL     |         |         |         |         |       |         |    |    | 11       | 25   |
| 1993   | Toyota Castrol Team           | Toyota Celica Turbo 4WD |         |         |         | KEN 2   |         |         |         |         |         |         |         |         |       |         |    |    | 11       | 25   |
| 1993   | 555 Subaru World Rally Team   | Subaru Impreza 555      |         |         |         |         |         |         |         |         | FIN Ret | AUS     | ITA     | ESP     | GBR   |         |    |    | 11       | 25   |
| 2001   | Blue Rose Team                | Ford Focus WRC          | MON     | SWE     | POR     | ESP     | ARG     | CYP     | GRE     | KEN     | FIN 16  | NZL     | ITA     | FRA     | AUS   | GBR     |    |    | -        | -    |

## WRC győzelmei
| #  | Rali                                   | Szezon | Navigátor      | Autó                   |
| -- | -------------------------------------- | ------ | -------------- | ---------------------- |
| 1  | 9º Rallye de Portugal Vinho do Porto   | 1975   | Ilkka Kivimäki | Fiat Abarth 124 Rallye |
| 2  | 26th 1000 Lakes Rally                  | 1976   | Ilkka Kivimäki | Fiat Abarth 131 Rallye |
| 3  | 11º Rallye de Portugal Vinho do Porto  | 1977   | Ilkka Kivimäki | Fiat Abarth 131 Rallye |
| 4  | 28th 1000 Lakes Rally                  | 1978   | Ilkka Kivimäki | Fiat Abarth 131 Rallye |
| 5  | 12º Rallye de Portugal Vinho do Porto  | 1978   | Ilkka Kivimäki | Fiat Abarth 131 Rallye |
| 6  | 20º Rallye Sanremo                     | 1978   | Ilkka Kivimäki | Lancia Stratos HF      |
| 7  | 29th 1000 Lakes Rally                  | 1979   | Ilkka Kivimäki | Fiat Abarth 131 Rallye |
| 8  | 30th 1000 Lakes Rally                  | 1980   | Ilkka Kivimäki | Fiat Abarth 131 Rallye |
| 9  | 15º Rallye de Portugal Vinho do Porto  | 1981   | Ilkka Kivimäki | Fiat Abarth 131 Rallye |
| 10 | 27éme Tour De Corse - Rallye de France | 1983   | Ilkka Kivimäki | Lancia Rally 037       |
| 11 | 25º Rallye Sanremo                     | 1983   | Ilkka Kivimäki | Lancia Rally 037       |
| 12 | 28ème Tour de Corse - Rallye de France | 1984   | Ilkka Kivimäki | Lancia Rally 037       |
| 13 | 21st Olympus Rally                     | 1986   | Ilkka Kivimäki | Lancia Delta S4        |
| 14 | 21º Rallye de Portugal Vinho do Porto  | 1987   | Ilkka Kivimäki | Lancia Delta HF 4WD    |
| 15 | 34rd Acropolis Rally                   | 1987   | Ilkka Kivimäki | Lancia Delta HF 4WD    |
| 16 | 37th 1000 Lakes Rally                  | 1987   | Ilkka Kivimäki | Lancia Delta HF 4WD    |
| 17 | 38th International Swedish Rally       | 1988   | Ilkka Kivimäki | Lancia Delta HF 4WD    |
| 18 | 38th 1000 Lakes Rally                  | 1988   | Ilkka Kivimäki | Lancia Delta Integrale |
| 19 | 37th Lombard RAC Rally                 | 1988   | Ilkka Kivimäki | Lancia Delta Integrale |

## Külső hivatkozások
- Ismertetője a RallyBase honlapján